# Église Notre-Dame-de-la-Gloriette de Caen
Pour les articles homonymes, voir Notre-Dame.
L'église Notre-Dame-de-la-Gloriette (anciennement Sainte-Catherine-des-Arts) est une église du centre-ville ancien de Caen. Construite par les jésuites à la fin du XVIIe siècle, elle est désacralisée sous la Révolution française avant d'être rendue au culte catholique en 1802. Elle est aujourd'hui fréquemment utilisée pour des concerts de musique classique. Ce monument fait l’objet d’un classement au titre des monuments historiques depuis le 9 juillet 1909.

## Histoire

### La chapelle jésuite
Par des lettres patentes du 6 décembre 1608, Henri IV, malgré la résistance des habitants de Caen, fait donation aux jésuites du Collège du Mont, situé rue Saint-Étienne (actuelle rue Arcisse-de-Caumont). Pendant longtemps, cette institution éducative ne possède pas d'église et doit se contenter d'une simple chapelle aménagée dans le collège. Dès les années 1610, des projets d'extension du collège prévoient toutefois la construction d'une véritable église au sud-est du collège dans le Pré-aux-Ébats situé dans l'île des Petits Près alors en cours d'urbanisation. Les jésuites achètent ces terrains à la ville, moyennant une rente, en 1667. En 1684, ils jettent les fondements de leur église, dont la première pierre est posée, par le poète Jean Regnault de Segrais, en qualité de premier échevin de la ville. Les travaux, dirigés par le père André, procureur des jésuites, sont achevés en cinq ans et l'église est consacrée le 31 juillet 1689 sous le nom de Sainte-Catherine des Arts.

### La désacralisation
Après le bannissement des jésuites de  France, en 1762, l'église est donnée à l'université de Caen qui l'aurait louée à un marchand de farines.
À partir de 1791, l'abbé Chenin y célèbre le culte constitutionnel ; puis à partir de 1793, elle devient le lieu de réunion des fêtes décadaires. Il est question pendant un temps de convertir l'église en salle de spectacle ou en abattoir.
Comme le mobilier confisqué dans les autres églises y avait entreposé pendant la Révolution, il est envisagé également de la transformer en musée quand la ville de Caen cherche un local pour ouvrir le musée des Beaux-Arts. Il est finalement décidé, le 25 octobre 1801, d'installer le musée dans l'aile gauche de l'ancien séminaire des eudistes ; mais pendant les travaux nécessaires à la reconversion de l'ancien séminaire, qui durent jusqu'en 1809, les tableaux provenant des fonds du musée du Louvre sont entreposés dans l'ancienne église des jésuites.

### L'église paroissiale
L'église est rendue au culte catholique en 1802 et devient paroissiale sous le nom de Notre-Dame, en remplacement de celle de Froide-Rue rebaptisée Saint-Sauveur. Le 6 mars 1884, les ossements de Jean Eudes, transférés de l'église des Très-Saints-Cœurs-de-Jésus-et-Marie à Notre-Dame en 1810, ont été déplacés dans la crypte qui se trouve sous le transept sud de l'église.
Au XIXe siècle, elle fait l'objet de quelques travaux de rénovation et d'embellissement. En 1909, la totalité de l'édifice est classée monument historique.
Depuis 1987, le diocèse de Bayeux et Lisieux prête l'église à la Maîtrise de Caen qui y donne 20 auditions par an le samedi midi, ainsi que des concerts dans le cadre de la programmation du Théâtre de Caen.

## Architecture
Dimension :
- 1 163 m2 en tout ;
- 48 mètres de long ;

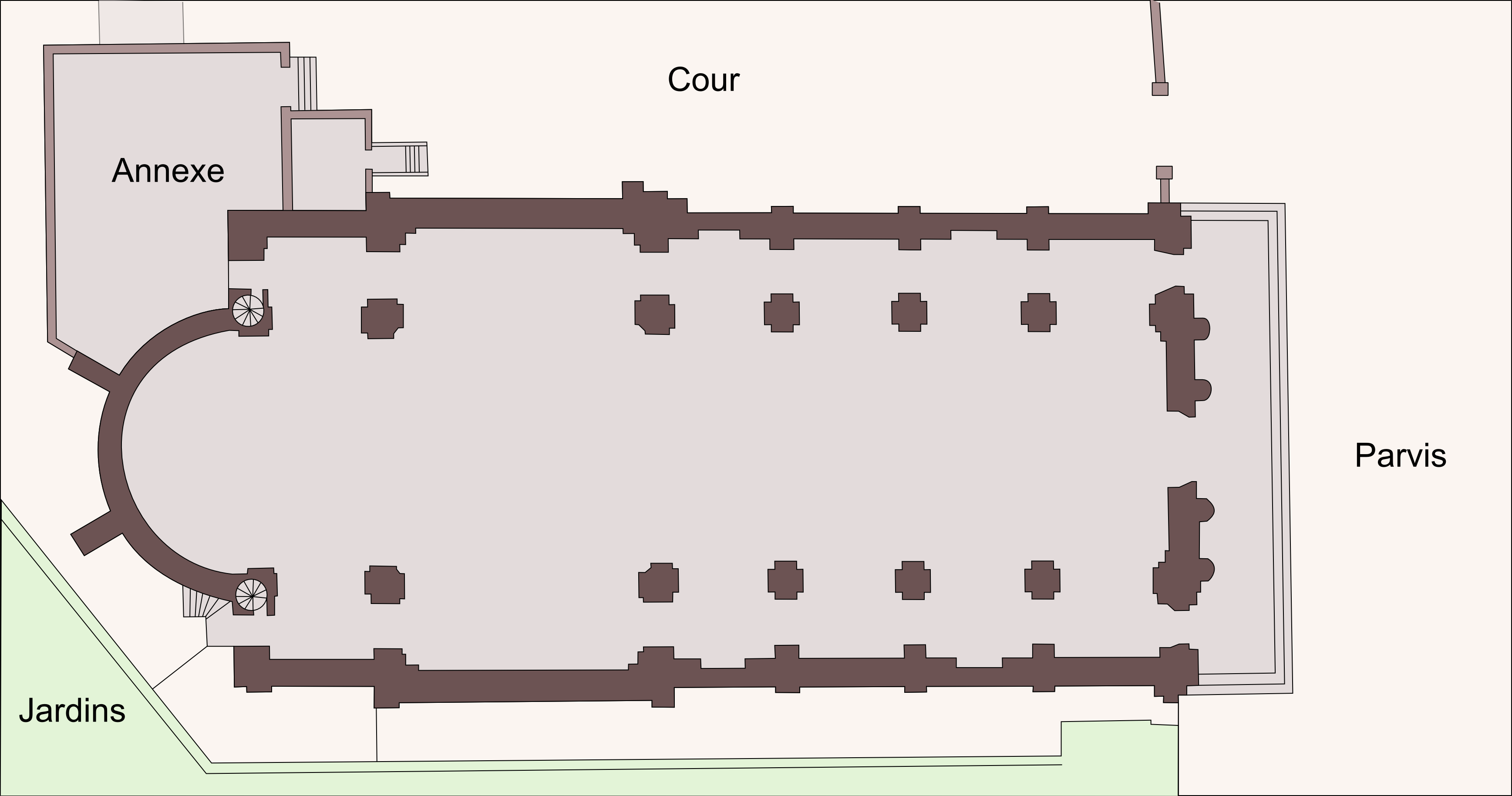
Plan de l'église.

- 23 mètres de large maximum (21 au niveau de la façade).

### Extérieur
L’église est orientée nord-est - sud-ouest dans l'axe de la rue Jean-Eudes. Le parvis, de forme rectangulaire, s'ouvre sur la rue Saint-Laurent. Un autre projet, présenté en 1619, prévoyait de construire l’église perpendiculairement à la rue de Bras.
Comme la plupart des églises jésuites, la façade principale a fait l'objet d'un soin particulier et s'inspire de l'église du Gesù ; les portes secondaires et probablement les oculi au-dessus de ces ouvertures ont été percées en 1846-1847. A contrario, les autres façades de l'édifice sont restées nues. À cela, deux explications sont envisageables. L'une est pratique ; l'église a été érigée à proximité de la courtine complétant les fortifications de Caen, construite dans les années 1590, et n'était donc pas visible de ce côté. L'autre raison est plus symbolique ; l'église est traitée comme un décor de théâtre, les jésuites étant férus des arts de la scène dans leur enseignement, comme le démontre d'ailleurs la première dédicace de l'église. L'église a été construite sur un terrain marécageux au bord du Petit Odon, recouvert dans les années 1930 ; de ce fait, la façade penche légèrement vers la droite. Le parvis de Notre-Dame est délimité par une rangée d'arbres et séparé de la rue Saint-Laurent par des chaînes qui auraient servi autrefois à fermer la rue de l'université (actuelle rue Pasteur) ; l'extérieur constitue un site classé depuis le 30 mars 1939.

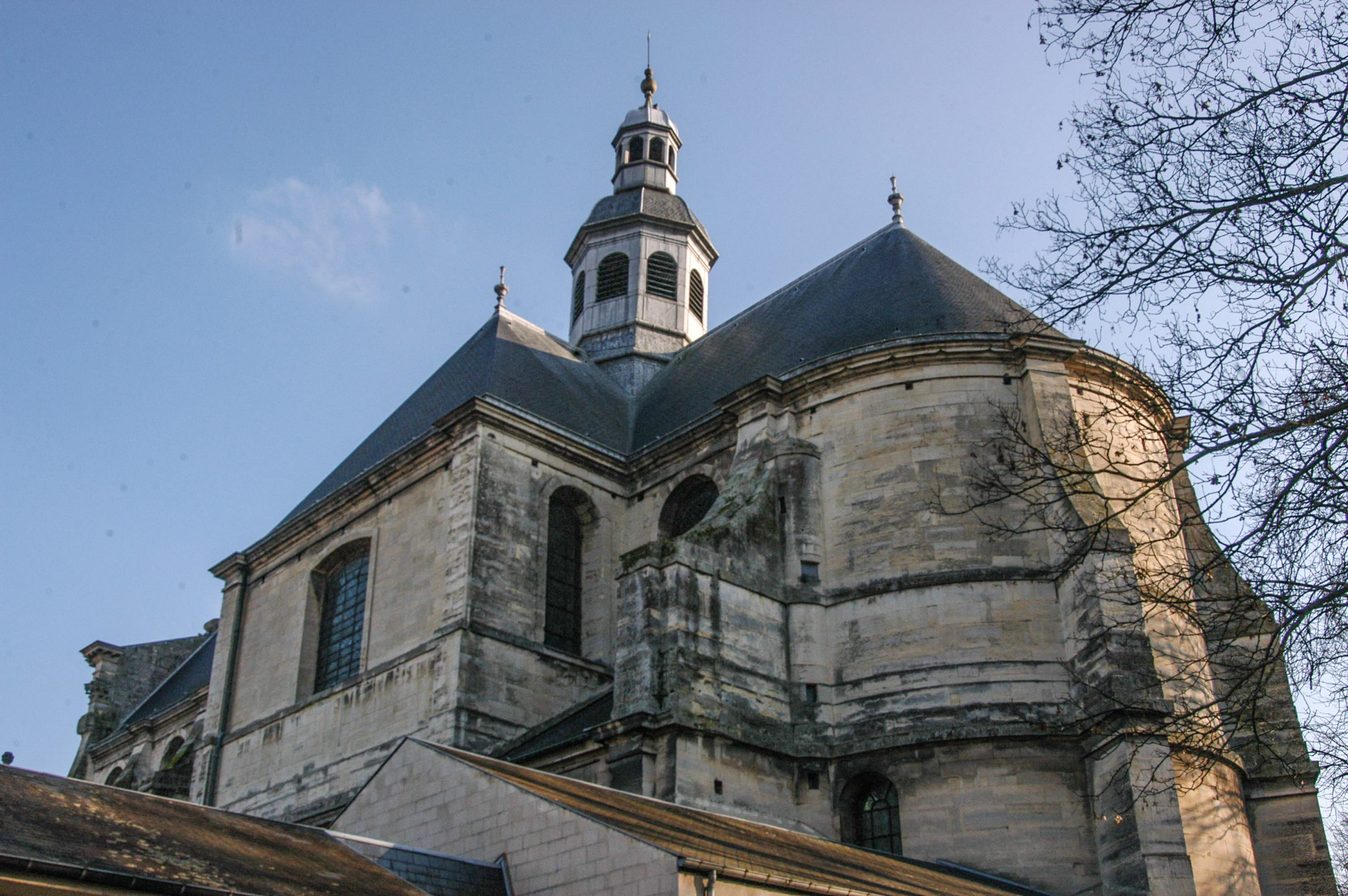
Chevet de l'église.
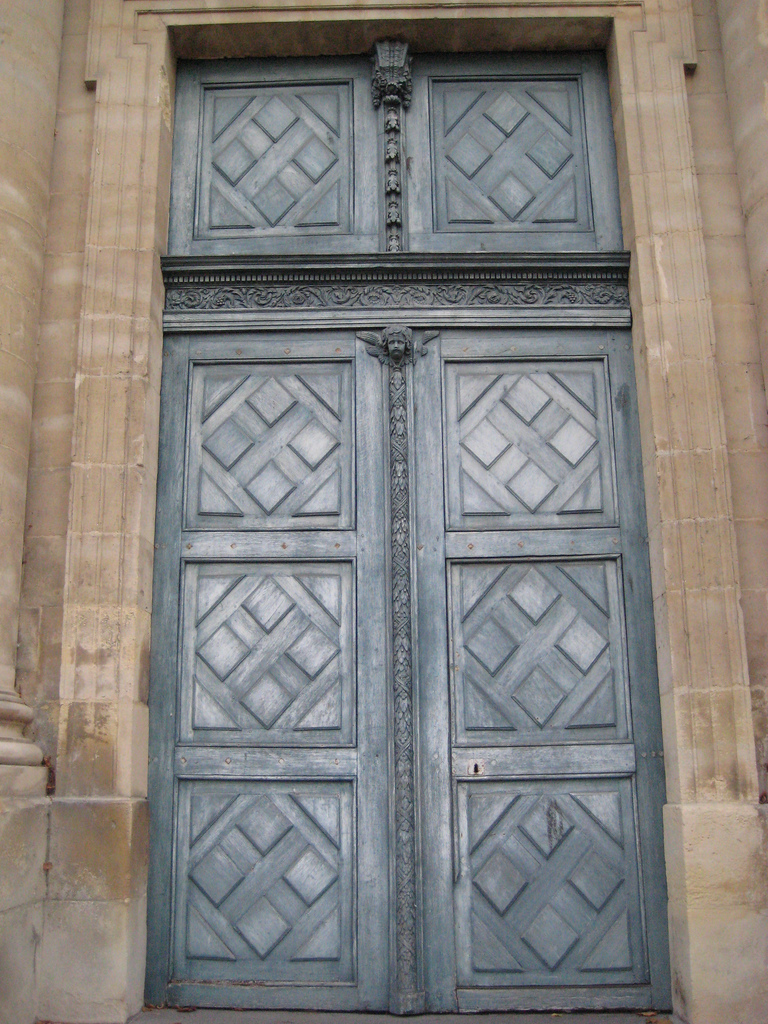
Porte principale.

### Intérieur
L'église est orientée à l'ouest, c'est-à-dire dans le sens inverse des autres. De plan basilical, la nef est encadrée par deux bas-côtés, surmontés de tribunes en 1846-1847, et le transept est très légèrement saillant ; l'abside semi-circulaire est aveugle et le cul-de-four du chœur fut décoré en 1876 d'une scène de l'Assomption, peinte par Perrodin. Les doubleaux du chœur ont été ornés à la fin du XIXe siècle de symbole des litanies, œuvre de l'atelier Jacquier. Enfin, en 1901, la coupole du transept fut revêtue d'une Glorification de Saint-Jean-Eudes par Henri Lerolle.

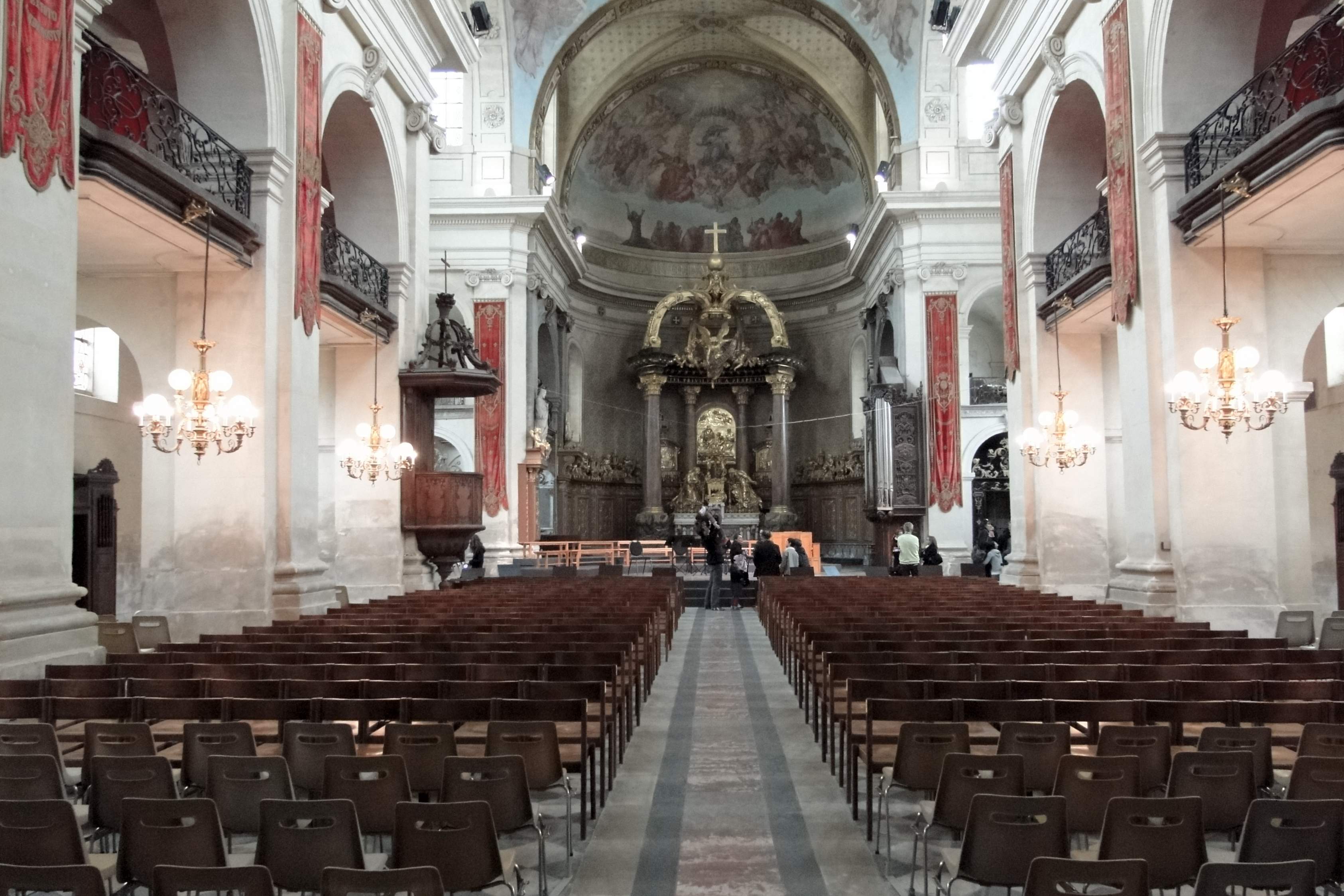
Nef et chœur.
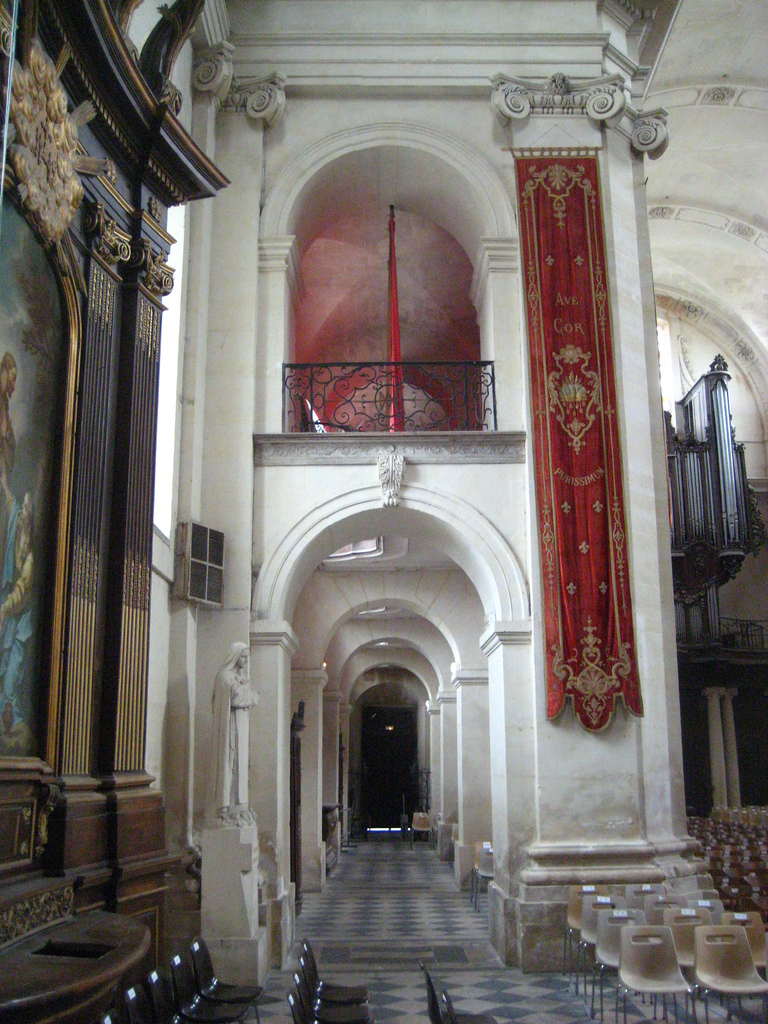
Bas-côté nord.
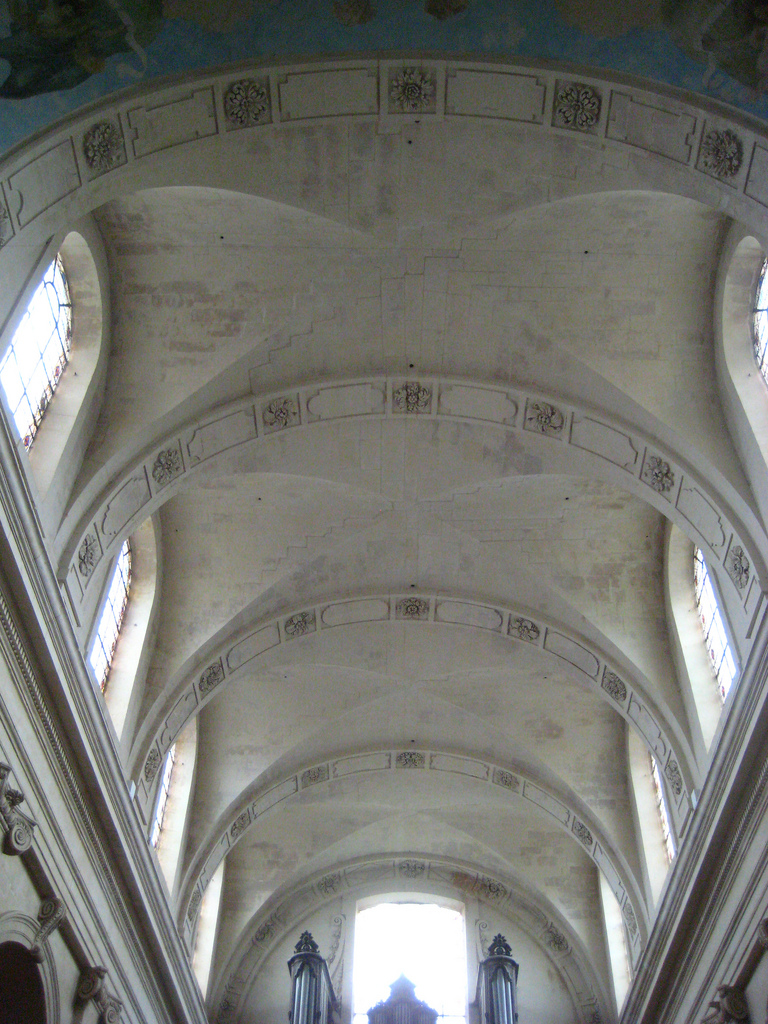
Voûtes de la nef.
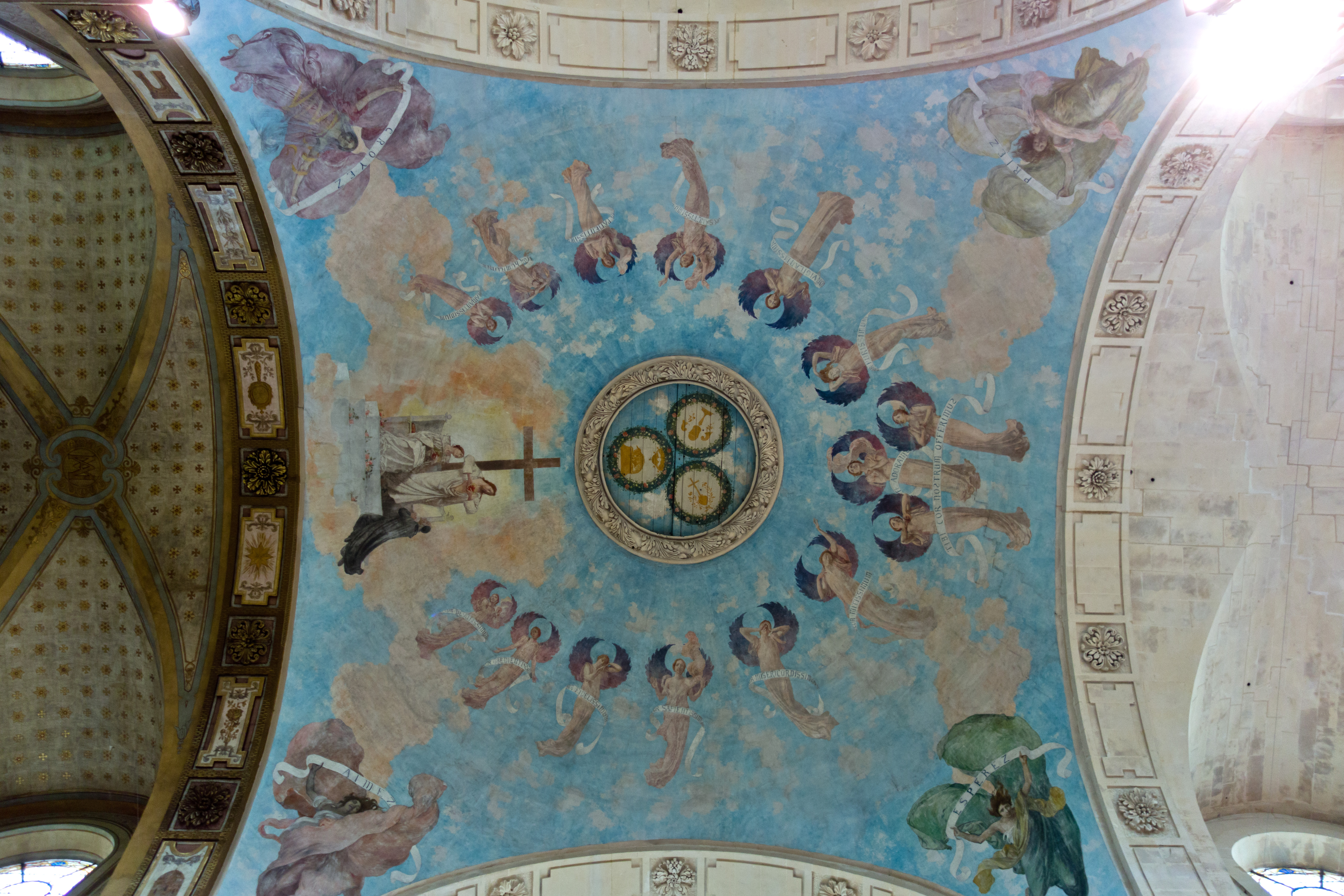
Croisée du transept.

## Mobilier
De nombreux éléments de mobilier liturgique, dont la plupart sont classés monument historique au titre d'objet, sont entreposés dans l'église depuis le Consulat. Certains sont entrés dans les collections du Musée des beaux-arts de Caen, d'autres sont restés dans l'église.

### Le maître-autel
Dans l'abside, s'élève un maître-autel provenant de l'abbaye aux Dames et entreposé à Notre-Dame-de-la-Gloriette après la fermeture du monastère en 1790.
L'autel est en marbre blanc. La partie inférieure date de la deuxième moitié du XVIIIe siècle, à moins qu'elle ait été réalisée après la reprise du culte en 1802. Elle est ornée d'un bas-relief représentant le buste de la Vierge inscrit dans un médaillon encadré de part et d'autre par des guirlandes de fleurs disposées symétriquement. De chaque côté du panneau central, trois balustres sont reliés par une tablette à hauteur d'appui. Dans la partie supérieure de l'autel, le tabernacle, réalisé dans la deuxième partie du XVIIIe siècle, est enchâssé dans un gradin. La porte en plein cintre en bronze doré est finement ciselée et encadrée par des palmiers.
Derrière l'autel, un groupe de statues dorées posé sur un socle en marbre de Vieux représente l'Enfant Jésus entouré à sa droite par saint Joseph et à sa gauche par la Vierge. Jésus est représenté nu dans un lit de paille devant lequel sont agenouillés ses parents. Cet ensemble, datant de la première partie du XVIIIe siècle, est librement inspiré de la crèche réalisée par Michel Anguier pour l'église du Val-de-Grâce et aujourd'hui exposée dans l'église Saint-Roch de Paris.
L'autel est surmonté d'un baldaquin commandé en 1707 par Françoise Froulay de Tessé, abbesse de l'abbaye aux Dames, au moine architecte Guillaume de La Tremblaye. Ce dernier s'est très fortement inspiré du maître-autel de l'abbatiale de Saint-Germain-des-Prés réalisé quatre ans plus tôt par Gilles-Marie Oppenord. La réalisation de l'autel est attribuée à un Brodon, Guillaume Brodon ou ses fils André et Michel, architectes ayant participé à la construction. Il est formé d'une coiffe reposant sur six colonnes monolithes lisses corinthiennes. Les colonnes en marbre de Vieux reposent sur des socles en pierre de Caen sur lesquels a été appliqué du marbre vert. Les chapiteaux et la base des colonnes sont dorés. La coiffe en elle-même est composée de six branches en bois doré reposant sur un entablement en fer à cheval peint pour imiter le marbre et se rejoignant pour former une couronne surmontée d'un globe sur lequel est fixée une croix. La partie vide de l'entablement est occupée par une guirlande nuageuse sur laquelle reposent trois personnages : deux chérubins tiennent du raisin et des épis alors qu'au milieu, un ange presque grandeur nature et paraissant planer au-dessus de l'autel, tient une banderole sur laquelle il est écrit IN EXCELSIS DEO (gloire à Dieu).
Cet ensemble, classé monument historique au titre d'objet depuis le 16 décembre 1907, est aujourd'hui en mauvais état. Les parties en bois, notamment le bras droit de l'ange, nécessitent d'être consolidées et redorées.

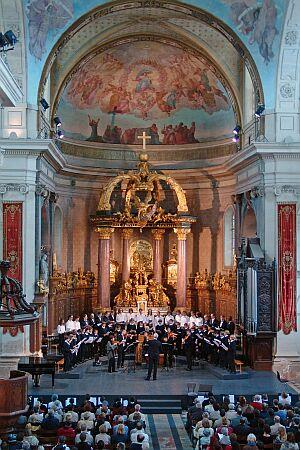
Le maître-autel dans l'abside.
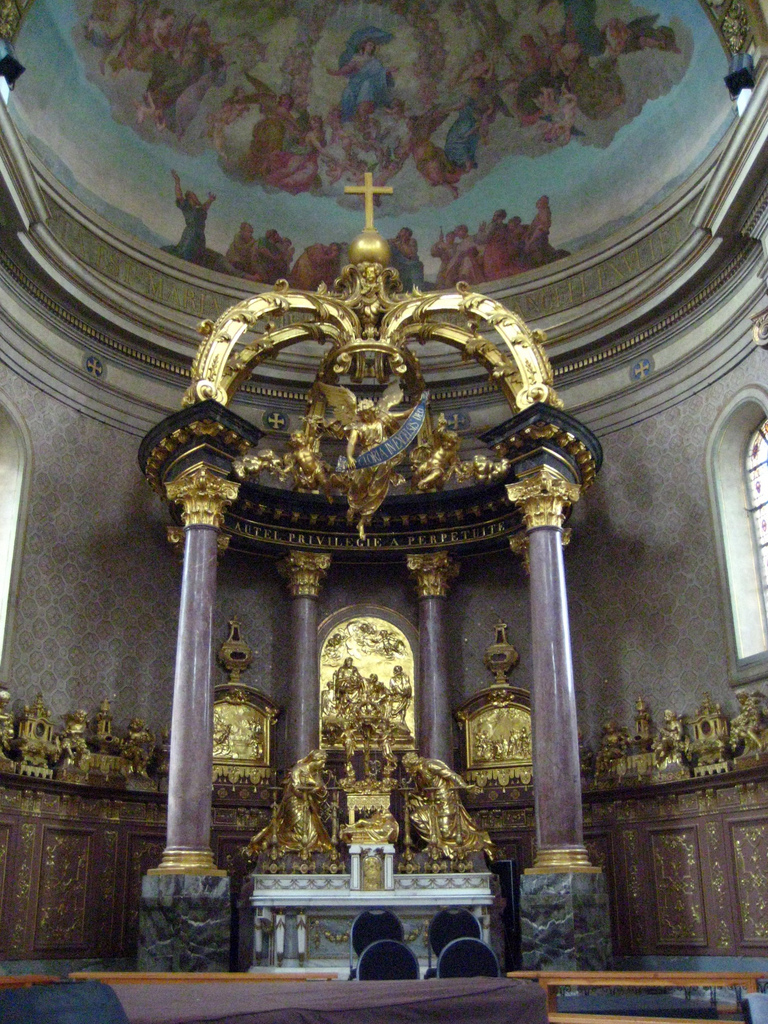
Vue d'ensemble.
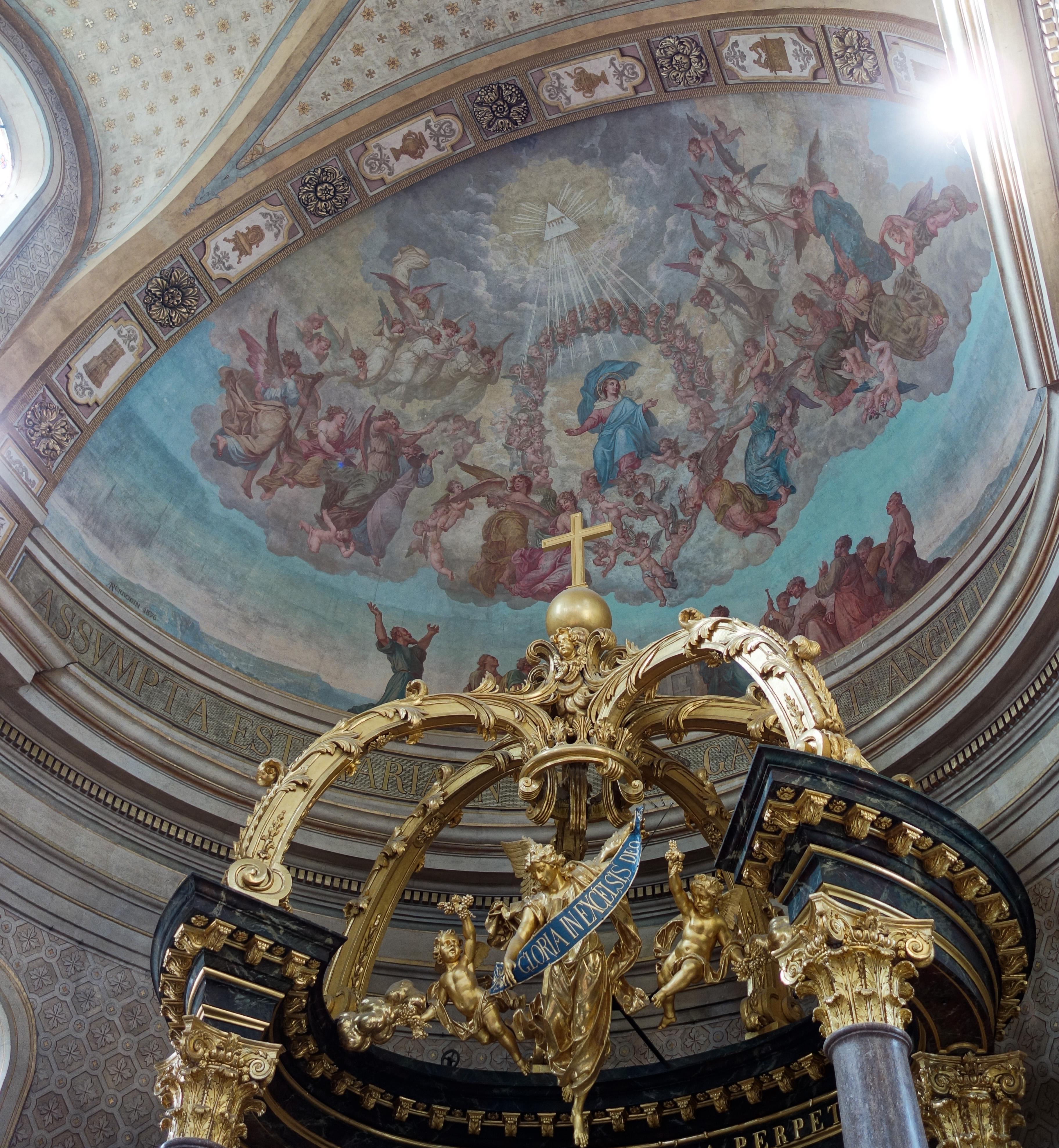
Baldaquin.
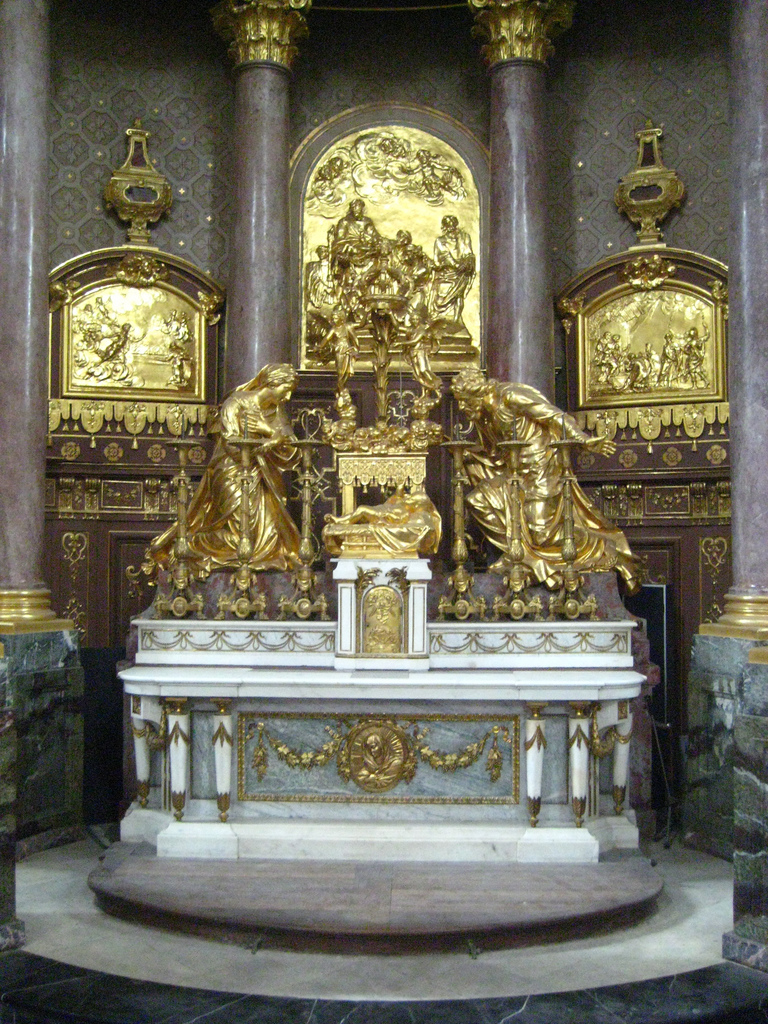
Table de l'autel.

### Les autres autels et la chaire
D'autres autels en bois taillé, peint et doré sont exposés dans l'église et classés depuis le 8 juillet 1980 :
- l'autel de sainte Anne (premier quart du XIXe siècle) avec une statue en pierre représentant l'Éducation de la Vierge ;
- l'autel de la Vierge avec une statue en pierre de la Vierge à l'enfant ;
- l'autel des fonts baptismaux (XVIIIe siècle) avec une toile représentant le Baptême du Christ, peinte entre 1623 et 1641 par Côme Duhey et offerte par Jacques Gervaise à l'origine pour orner une chapelle ;
- l'autel de saint Laurent (XVIIIe siècle) avec un tableau représentant le Martyre de saint Laurent ;
- l'autel de saint Charles Borromée (XVIIIe siècle) avec un tableau représentant saint Charles Borromée transporté au ciel ;
- l'autel de Notre-Dame de Pitié (XVIIIe siècle) avec un tableau représentant la Déploration.

Dans les croisillons du transept, les deux autels secondaires qui se font face ont été classés le 30 avril 1909. Leur forme légèrement concave qui épouse le plan de l'édifice rend probable l'hypothèse selon laquelle ces autels auraient été conçus dès l'origine pour l'église des jésuites. Ils sont composés d'un retable en bois avec des toiles d'Étienne Jeaurat, surmontées d'une gloire et encadrées par deux séries de deux pilastres ioniques cannelés et rudentés. Au-dessus de l'entablement, quatre volutes se rejoignent pour former un dais qui porte une croix. À l'origine, le bois était polychrome, mais il a été décapé et vernis au XIXe siècle. Dans le transept nord, le tableau, inspiré d'une œuvre de François Lemoyne, représente l'Annonciation : l'archange Gabriel surplombe la Vierge agenouillée qui méditait sur la Bible ; de son index, il pointe vers le ciel et vers la gloire dans laquelle est sculptée la colombe du Saint-Esprit. Le même dispositif est employé dans la composition du retable du transept sud : Marie-Madeleine est au pied du Christ dont le doigt indique cette fois-ci le IHS gravé dans la gloire.
Enfin, une chaire, également classée depuis le 16 décembre 1907, a été remontée sur le pilier oriental séparant le chœur du transept. Selon Bouet, il daterait des années 1735-1750 et proviendrait du monastère des bénédictins. Il est en bois sculpté et un panier fleuri est gravé sur le devant.

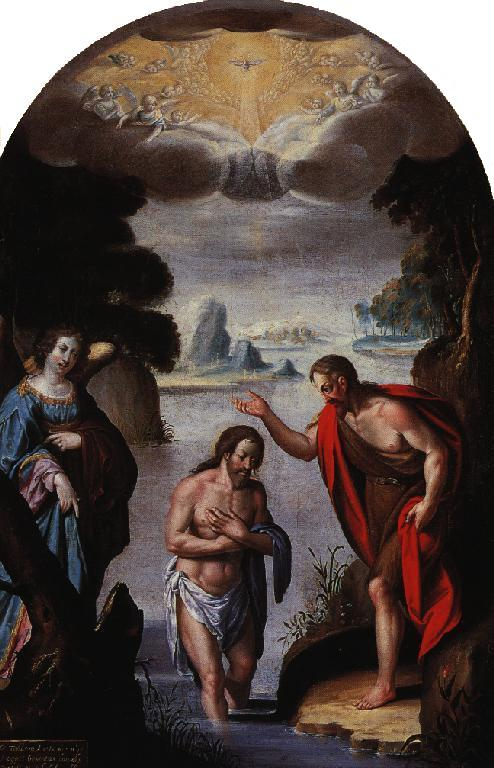
Baptême du Christ, Côme Duhey.
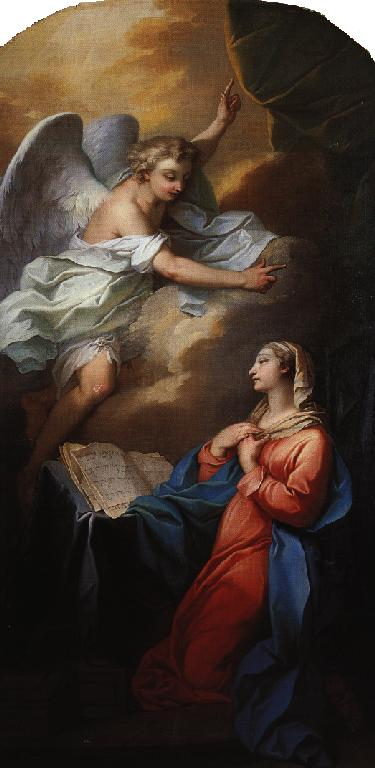
Annonciation, Étienne Jeaurat.
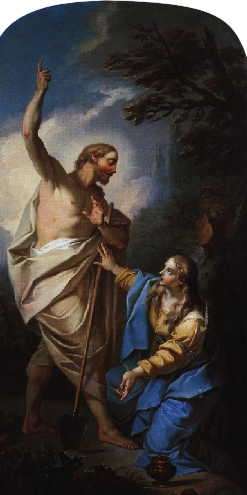
Apparition du Christ à la Madeleine, Étienne Jeaurat.

### La décoration du chœur
La partie inférieure des murs du chœur est ornée par un ensemble de décor, datant de la fin du XVIIe siècle ou du début du XVIIIe siècle, classé le 16 décembre 1907. Il est constitué de lambris en bois peints surmontés d'un entablement sur lesquels reposent des statues d'ange et des reliquaires. Les panneaux, ornés d'entrelacs dorés, devaient être à l'origine gris, mais ont été repeints en marron au XIXe siècle. Comme le maître-autel, les cinq reliquaires en bois taillé et doré proviennent de l'abbaye aux Dames, sauf les deux qui se trouvent aux extrémités de l'abside qui étaient autrefois la propriété de l'église Notre-Dame-de-Froide-Rue. Ils offrent l'exemple de cinq types différents de reliquaire ; les deux coffrets centraux surmontent des bas-reliefs représentant pour l'un l'Annonciation et pour l'autre l'Adoration des Mages ; entre ces deux bas-reliefs, un troisième de plus grande dimension illustre la Purification. Chaque reliquaire est encadré par un ange d'un mètre de haut environ en terre cuite doré assis sur des lambrequins et portant des guirlandes de fleurs. Ces anges ont peut-être été transférés de l'abbaye aux Dames
Les ferronneries clôturant le chœur sont également classées depuis le 8 juillet 1980. Ces grilles en fer forgé peint et doré datent de la fin du XVIIIe siècle ou du début du XIXe siècle.

### L'orgue

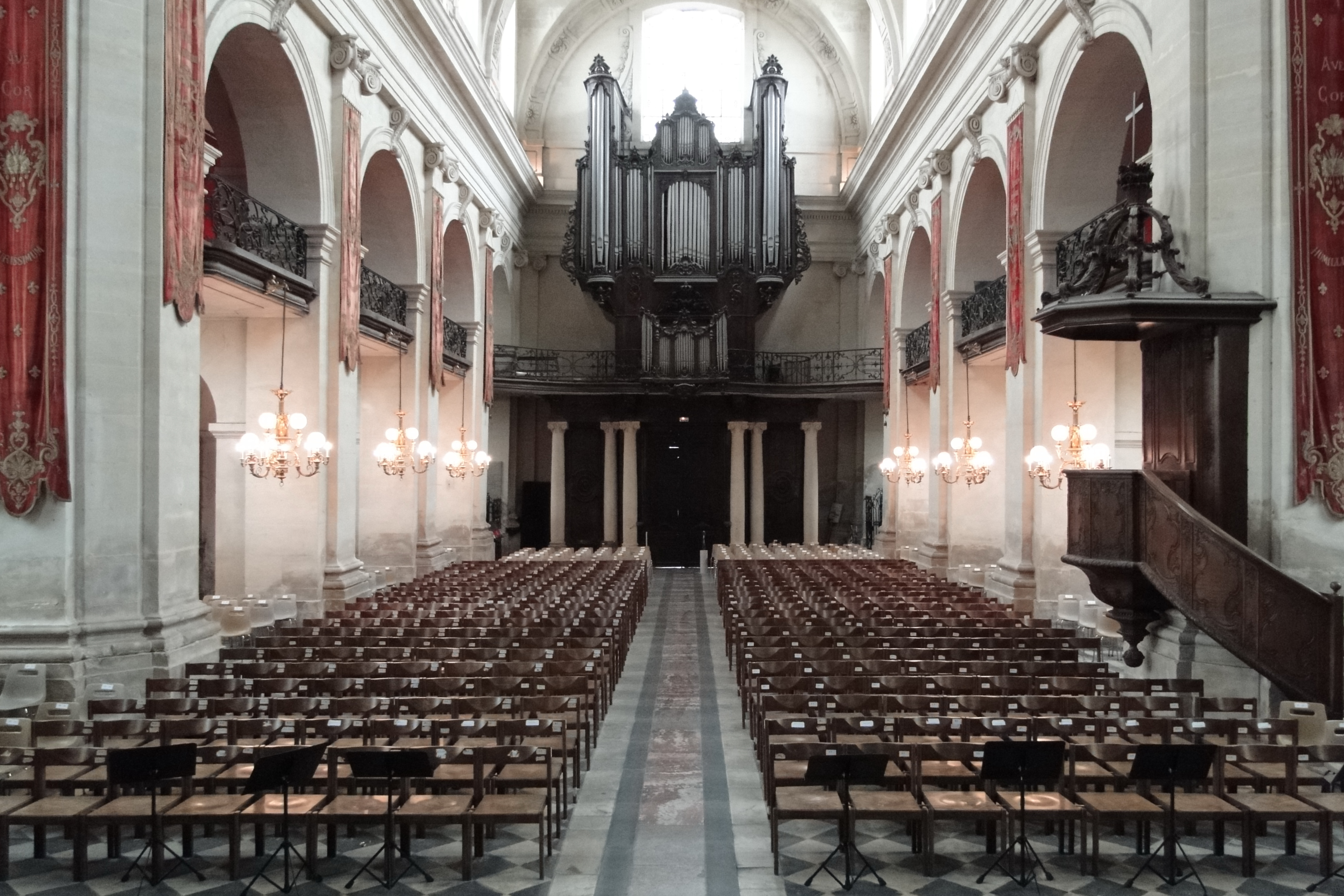
Le grand orgue.

En 1837, la paroisse a fait l'acquisition d'un orgue autrefois installé dans un château. Il a été repris par Charles Spackmann Barker qui travaillait pour la maison Verschneider. La partie instrumentale a ensuite été restaurée par Charles Mutin, Aristide Cavaillé-Coll et, en 1932, par Victor Gonzalez. Enfin, en 1959, la maison Rothinger a ajouté un positif de dos et a électrifié l'orgue. L'orgue néo-classique de transition a été classé en deux temps :
- le 13 mai 1976 pour le buffet,
- le 20 juin 1989 pour la partie instrumentale.

Le buffet est orné de nœud, d'instrument de musique et d'oiseau. Il repose à l'entrée de la nef sur les tribunes construites en 1846-1847 et dont les grilles du XVIIe siècle sont classées depuis le 16 décembre 1907.
La composition du clavier est :
| I Grand Orgue C– |     |
| montre           | 16′ |
| montre           | 8′  |
| bourdon          | 8′  |
| flûte            | 8′  |
| salicional       | 8′  |
| prestant         | 4′  |
| flûte            | 4′  |
| doublette        | 2′  |
| plein jeu V      |     |
| trompette        | 8′  |

| II Positif C– |    |
| bourdon       | 8′ |
| prestant      | 4′ |
| flûte         | 4′ |
| quarte        | 2′ |
| nasard        |    |
| tierce        |    |
| cymbale IV    |    |
| cromorne      | 8′ |

| III Récit expressif C– |     |
| principal              | 8′  |
| gambe                  | 8′  |
| voix Céleste           | 8′  |
| cor de nuit            | 8′  |
| flûte                  | 4′  |
| octavin                | 2′  |
| sesquialtera II        |     |
| plein jeu IV           |     |
| clairon                | 4′  |
| trompette              | 8′  |
| basson                 | 16′ |
| hautbois               | 8′  |
| voix humaine           | 8′  |

| Pédale C– |     |
| soubasse  | 16′ |
| Soubasse  | 8′  |
| principal | 16′ |
| Principal | 8′  |
| Principal | 4′  |
| bombarde  | 16′ |
| Bombarde  | 8′  |
| Bombarde  | 4′  |

## Sources bibliographiques
- Philippe Lenglart, Caen, architecture et histoire, éditions Charles Corlet, Condé-sur-Noireau, 2008
- Dossier pédagogique du Musée de Normandie, réalisé par l’Association des Amis du Musée de Normandie : Caen à l'époque classique, [lire en ligne (page consultée le 15 septembre 2008)]
- Catalogue d'exposition, La peinture religieuse à Caen, 1580-1780, musée des beaux-arts de Caen, 2000